# Mycetophila tenebrosa
Mycetophila tenebrosa är en tvåvingeart som beskrevs av Tonnoir och Edwards 1927. Mycetophila tenebrosa ingår i släktet Mycetophila och familjen svampmyggor. Inga underarter finns listade i Catalogue of Life.